# Nationaal park Mweru Wantipa
Het nationaal park Mweru Wantipa is een nationaal park in Zambia. Het is vernoemd naar het Mweru-Wantipameer. Ooit was er een overvloed aan wilde dieren, waaronder leeuwen, olifanten en zwarte neushoorns, maar het wordt al tientallen jaren niet meer beheerd en beschermd en het ontbreekt aan bezoekersfaciliteiten. Als gevolg daarvan is de populatie in het wild de laatste jaren sterk afgenomen, is de zwarte neushoorn uitgestorven in het gebied en zijn olifant en leeuw waarschijnlijk ook uitgeroeid.
Hoewel het Mweru-Wantipa/Sumbu gebied voor het grootste deel in de ecoregio centrale miombobossen van de Zambezi ligt, heeft het een zeldzame en bedreigde ecoregio of vegetatietype dat bekend staat als de Itigi-Sumbu struwelen, een bijna ondoordringbaar struikgewas dat bestaat uit ongeveer honderd plantensoorten die zo dicht met elkaar verweven zijn dat het vrijwel onmogelijk is om er doorheen te lopen. Het is bekend van slechts één andere locatie in centraal Tanzania. 70% van het Itigi-Sumbu struikgewas in het Mweru-Wantipa/Sumbu gebied is al vernietigd, zelfs daar waar het zogenaamd beschermd is in het nationale park, aan de noordoever van het meer waar zich enkele van de grootste gebieden bevinden. Geschat wordt dat de rest in de komende 20 jaar verloren zal gaan.

## Important Bird Area
Het park is aangewezen als Important Bird Area door BirdLife International vanwege het belang voor significante populaties van kleine flamingo, koperstaartspoorkoekoek, Afrikaanse gaper, koereiger, schoenbekooievaar, roze pelikaan, Böhms bijeneter, moerasgraszanger, katangamaskerwever en bruine amarant.